# Редклифф (город, Альберта)
Редклифф (англ.  Redcliff) — город на юго-востоке провинции Альберта, Канада, в непосредственной близости от города Медисин-Хат, находящегося на юго-востоке. Является анклавом графства Сайпресс. Расположен на берегах реки Саут-Саскачеван. Трансканадское шоссе делит город на две части. Относительно окружающего ландшафта Редклифф расположен на возвышенности, благодаря чему из различных частей города открываются прекрасные виды на Саут-Саскачеван, Медисин-Хат и холмы Сайпресс-Хиллс.